# Râle des palétuviers
Aramides mangle
Espèce
Statut de conservation UICN

 LC  : Préoccupation mineure
Le Râle des palétuviers (Aramides mangle) est une espèce d'oiseaux de la famille des Rallidae.

## Répartition
Cet oiseau est endémique de l'est du Brésil.